# Ferry Radax

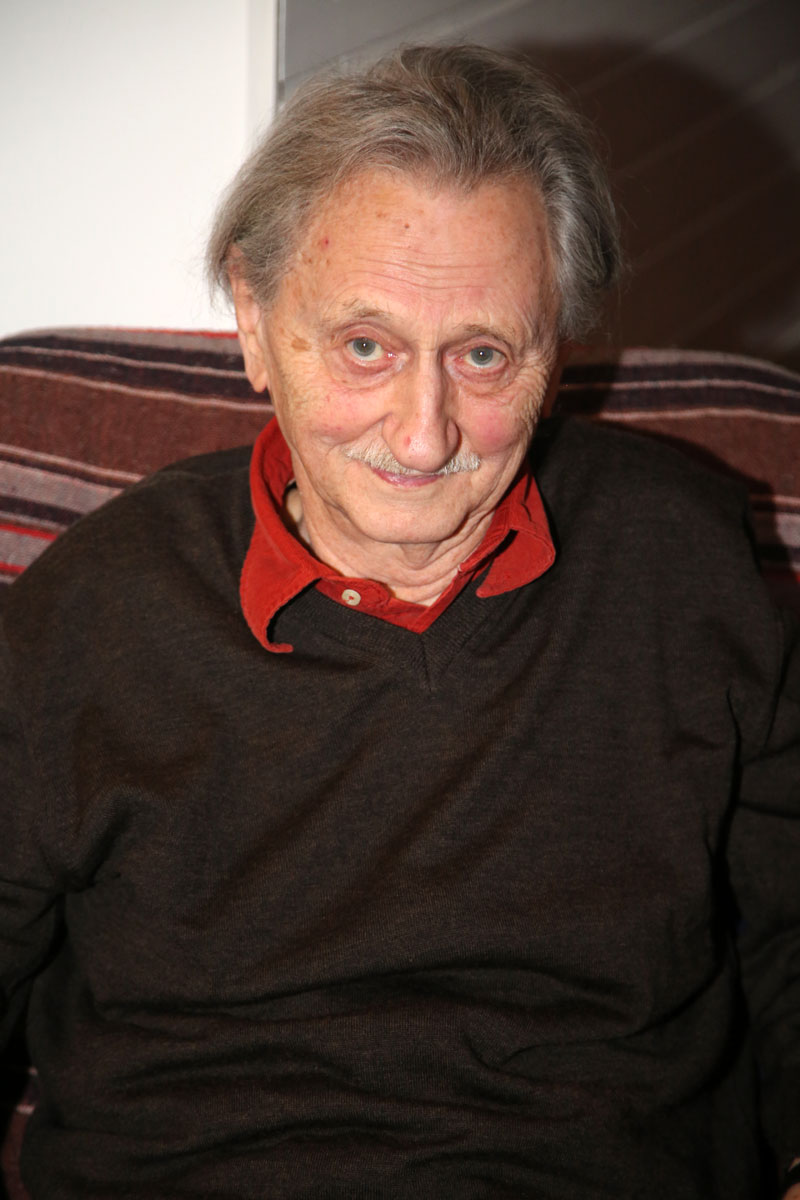
Ferry Radax (2014)

Ferry Radax (* 20. Juni 1932 in Wien; † 9. September 2021 in Baden, Niederösterreich) war ein österreichischer Filmemacher.

## Lebenslauf
Ferry Radax genoss in Wien eine Ausbildung zum Sängerknaben. Er studierte später Gesang und Klavier am Musischen Gymnasium Frankfurt/Main. Ab 1949 schrieb er Drehbücher, zuerst durch Mitschreiben im Kino, dann bald eigene und ab 1953 weitere gemeinsam mit Kollegen der Filmakademie.
Die praktische Filmarbeit begann er von der Pike auf 1951 als Assistent. Seither war er Autor, Kameramann, Filmeditor, Regisseur und schließlich als Produzent von Dokumentar- / Experimental- / Werbe- / Serien- / Musik- und Spielfilmen tätig.
Nach drei Jahren Dokumentarfilmarbeit in Österreich erfolgten sein Besuch der Filmhochschulen von Wien 1953/54 und in Rom 1955/56, Cinecittà, Centro Sperimentale di Cinematografia. Es folgten jahrelange Arbeitsaufenthalte in der Schweiz, in Deutschland und Italien, selten in Österreich, aber laufende Filmarbeiten in Frankreich, Ungarn, Großbritannien, Irland, Norwegen, Japan, Peru, St. Helena, USA, Neuseeland usw. Nach etlichen Festivals und Preisen gab es persönliche Filmwochen im Londoner National Film Theatre, Pariser Centre Pompidou, Berliner Lupe, Münchener Gasteig, Zürich, Rom, Tokio.
Schließlich wurden auch im Wiener Filmmuseum Albertina 1993 einen Monat lang 40 verschiedene Filme aus 40 Jahren Filmschaffen und dem Gesamtwerk von 120 Produktionen gezeigt. Das Filmfestival „Diagonale“ widmete Radax 2012 eine Personale.
Im September 2017 fand in den Anthology Film Archives in New York die erste größere Werkschau in den USA statt.
Radax verbrachte die letzten beiden Lebensjahre im Hilde-Wagener-Künstlerheim in Baden. Dort starb er am 9. September 2021. Er wurde am Wiener Zentralfriedhof im durch die Stadt Wien ehrenhalber gewidmeten Grab Gruppe 40, Nummer 211 bestattet. Sein Nachlass befindet sich im Literaturarchiv der Österreichischen Nationalbibliothek.

## Werke
- 1954: Das Floß, Italien
- 1955: Mosaik im Vertrauen, Linz
- 1959: Sonne halt, Italien/Schweiz
- 1967: Testament
- 1961–1963: Am Rand, Europa
- 1966: Hundertwasser – Leben in Spiralen
- 1967: H.C. Artmann
- 1969: Konrad Bayer, Österreich
- 1970: Thomas Bernhard – Drei Tage, Selbstporträt von Thomas Bernhard, Hamburg
- 1971: Schizophrene Maler, Gugging
- 1972: Der Italiener, Österreich
- 1973: Floris von Rosemund
- 1974–1976: Ludwig Wittgenstein, Köln
- 1975: Maxim’s in Paris, München
- 1977: Unter Freunden, Wien
- 1979: Attentat in Gastein
- 1980: Wer sind Sie, Mr. Joyce ?, Zürich
- 1980/81: Japan, oder die Suche nach …
- 1982: Mit Erich von Däniken in Peru
- 1983: Capri – Musik die sich entfernt
- 1985: Das Leben des J. S. Bach
- 1989: Napoleon auf St. Helena
- 1990: Jenseits von Österreich, St. Helena
- 1995–1998: Hundertwasser in Neuseeland
- 2007–2011: Videographie I – Vestenötting (1945)
- 2012–2014: Videographie II – Waidhofen (1947)

## Auszeichnungen
- 1955: Internationaler Experimentalfilmpreis für Mosaik im Vertrauen (mit Peter Kubelka)
- 1964: Goldene Palme in Cannes für TV-Spot BIC ball-pen (für Storyboard)
- 1967: Österreichischer Förderungspreis für den 1. Hundertwasser-Film.
- 1970: Adolf-Grimme-Preis mit Bronze für das Programm für Konrad Bayer oder: Die Welt bin ich und das ist meine Sache
- 1971: Preis der Berliner Akademie
- 1972: Adolf-Grimme-Preis für das interessanteste Experiment für Der Italiener (zusammen mit Thomas Bernhard und Gérard Vandenberg)
- 1983: Prix Italia für Musikmontage Capri
- 2007: Otto-Breicha-Preis
- 2008: Filmmatinee zum 75. Geburtstag im Künstlerhaus Wien[4]
- 2008: Ehrenmedaille der Bundeshauptstadt Wien in Gold